# Frea sublineatoides
Frea sublineatoides är en skalbaggsart som beskrevs av Stefan von Breuning 1962. Frea sublineatoides ingår i släktet Frea och familjen långhorningar.
Artens utbredningsområde är Kenya. Inga underarter finns listade i Catalogue of Life.